# 2013 no cinema
As tabelas a seguir listam os filmes lançados em 2013. Três filmes populares (Top Gun, Jurassic Park e The Wizard of Oz) foram relançados em 3D e IMAX. O longa Cleópatra comemorou seu 50º aniversário. Pirates of the Caribbean: The Curse of the Black Pearl e Finding Nemo celebra seu 10º aniversário.

## Maiores bilheterias
Os 10 filmes mais lançados em 2013 por arrecadação mundial são os seguintes:
| Ranque | Título                              | Distribuidor | Bilheteria global |
| ------ | ----------------------------------- | ------------ | ----------------- |
| 1      | Frozen                              | Disney       | US$ 1 280 802 282 |
| 2      | Iron Man 3                          | Disney       | US$ 1 214 811 252 |
| 3      | Despicable Me 2                     | Universal    | US$ 970 766 005   |
| 4      | The Hobbit: The Desolation of Smaug | Warner Bros. | US$ 958 366 855   |
| 5      | The Hunger Games: Catching Fire     | Lionsgate    | US$ 865 011 746   |
| 6      | Fast & Furious 6                    | Universal    | US$ 788 679 850   |
| 7      | Monsters University                 | Disney       | US$ 743 559 607   |
| 8      | Gravity                             | Warner Bros. | US$ 723 192 705   |
| 9      | Man of Steel                        | Warner Bros. | US$ 670 145 518   |
| 10     | Thor: The Dark World                | Disney       | US$ 644 783 140   |

## Premiações
- BAFTA 2013
- Critics' Choice Awards de 2013
- Festival de Cannes 2013
- Oscar 2013
- Prêmios Globo de Ouro de 2013
- Prêmios Screen Actors Guild 2013

## Nascimentos
| Data           | Nome            | Profissão | Nacionalidade  | Observações | Ref |
| -------------- | --------------- | --------- | -------------- | ----------- | --- |
| 9 de fevereiro | Keivonn Woodard | Ator      | Estados Unidos |             |     |

## Mortes
| Data           | Nome             | Profissão                       | Nacionalidade  | Idade | Observações | Ref |
| -------------- | ---------------- | ------------------------------- | -------------- | ----- | ----------- | --- |
| 2 de abril     | Jesús Franco     | Cineasta, roteirista e produtor | Espanha        | 82    |             |     |
| 8 de abril     | Richard Brooker  | Ator                            | Reino Unido    | 58    |             |     |
| 8 de abril     | Sara Montiel     | Atriz e cantora                 | Espanha        | 85    |             |     |
| 11 de abril    | Jonathan Winters | Ator                            | Estados Unidos | 87    |             |     |
| 18 de maio     | Arthur Malet     | Ator                            | Reino Unido    | 85    |             |     |
| 30 de novembro | Paul Walker      | Ator                            | Estados Unidos | 40    |             |     |
| 9 de dezembro  | Eleanor Parker   | Atriz                           | Estados Unidos | 91    |             |     |
| 14 de dezembro | Peter O'Toole    | Ator                            | Reino Unido    | 81    |             |     |
| 31 de dezembro | James Avery      | Ator                            | Estados Unidos | 68    |             |     |